# Gora Vnutrennjaja
Gora Vnutrennjaja är ett berg i Antarktis. Det ligger i Östantarktis. Australien gör anspråk på området. Toppen på Gora Vnutrennjaja är 1 010 meter över havet.
Terrängen runt Gora Vnutrennjaja är kuperad västerut, men österut är den platt.  Trakten är obefolkad. Det finns inga samhällen i närheten.